# Aquellos polbos
De cette poussière
L'eau-forte Aquellos polbos (en français De cette poussière) est une gravure de la série Los caprichos du peintre espagnol Francisco de Goya. Elle porte le numéro 23 dans la série des 80 gravures. Elle a été publiée en 1799.

## Interprétations de la gravure
Il existe divers manuscrits contemporains qui expliquent les planches des Caprichos. Celui qui se trouve au Musée du Prado est considéré comme un autographe de Goya, mais semble plutôt chercher à dissimuler et à trouver un sens moralisateur qui masque le sens plus risqué pour l'auteur. Deux autres, celui qui appartient à Ayala et celui qui se trouve à la Bibliothèque nationale, soulignent la signification plus décapante des planches.
- Explication de cette gravure dans le manuscrit du Musée du Prado :
Mal hecho!. A una mujer de honor, que por una friolera servía a todo el mundo diligente, tan útil, tratarla así, mal hecho!.
(Mauvaise affaire! Une femme d'honneur, qui pour une babiole, servait tout le monde de manière diligente, si utile, la traiter ainsi, mauvaise affaire!)[3].
- Manuscrit de Ayala : 
Auto de fe. Un vulgo de curas y frailes necios hacen su comidilla de semejantes funciones. Perico el cojo que daba polvos a los enamorados.
(Autodafé. Une masse de curés et de frères idiots font leur occupation dans de semblables solemnités. Perico(?) le boiteux qui donnait des poudres aux amoureux)[3].
- Manuscrit de la Bibliothèque nationale :
El vulgo de curas y frailes es el que vive con las fiestas de los autillos.
(La masse des curés et des frères est celle qui vit des fêtes que sont les arrêts de l'Inquisition)[3].

Juan Antonio Llorente dans Anales de la Inquisición de España (1813) rappelle l'autodafé de 1787 qui avait condamné un Coxo qui avait fait croire à plusieurs femmes qu'il était un ensorceleur et qu'il connaissait la manière de retenir les hommes qu'elles aimaient par la vertu de poudres faites à partir d'os et de poils de cadavres. Il mettait comme condition préalable d'être l'acteur de la première scène lubrique. Il avait ainsi séduit plusieurs femmes dont des femmes de qualité.

## Technique de la gravure
Il existe un dessin préparatoire.

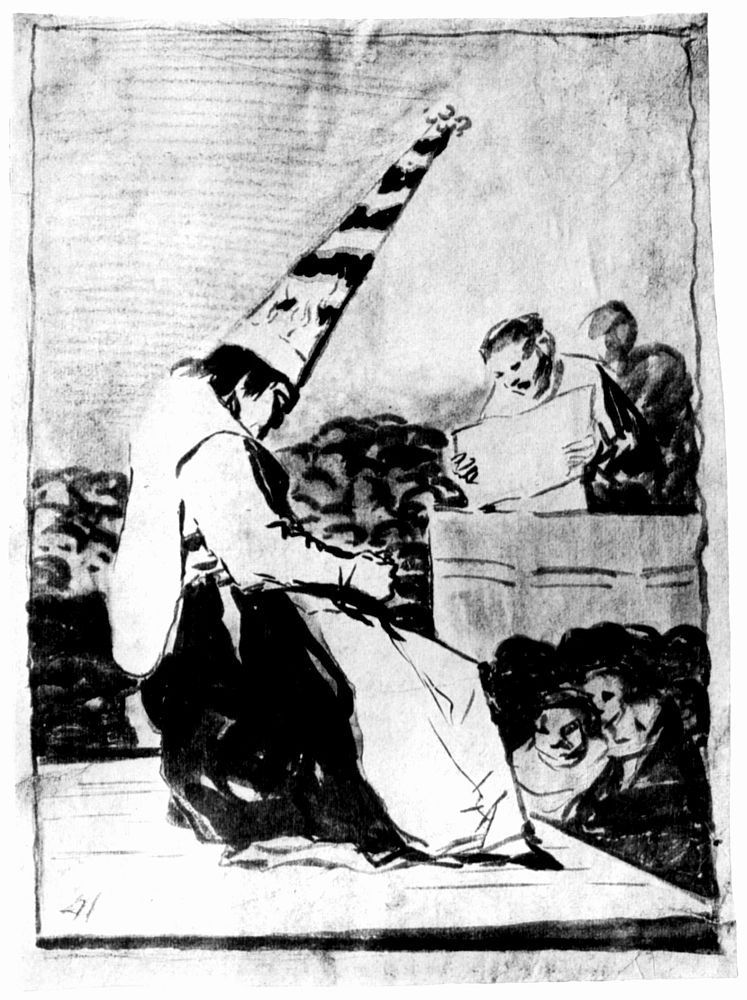
Dessin préparatoire.

L'estampe mesure 215 × 147 mm sur une feuille de papier de 306 × 201 mm.
Goya a utilisé l'eau-forte, l'aquatinte, la pointe sèche et le burin.

## Catalogue
- Numéro de catalogue G02111 au Musée du Prado.
- Numéro de catalogue du dessin préparatoire D04237 au Musée du Prado.
- Il existe un exemplaire à la Bibliothèque Nationale, Paris, A 11036, Estampes RES BF-4(J)